# Miyama (Fukuoka)
Miyama (みやま市 Miyama-shi?) es una ciudad localizada en Fukuoka, Japón.
A partir de 2006, la ciudad tiene una población de 43.696 y una densidad de 415,68 personas por km². La superficie total es de 105,12 km².
La ciudad fue fundada el 20 de enero de 2007.

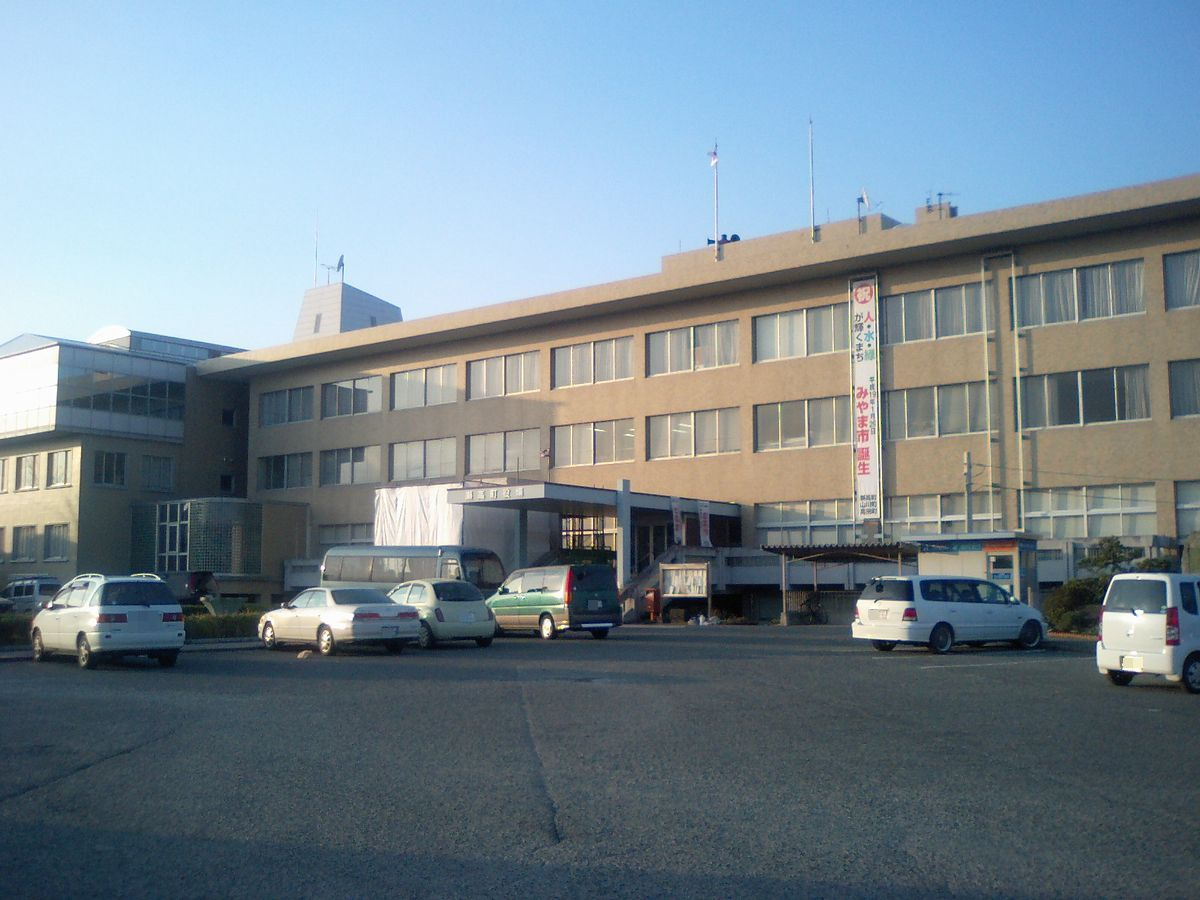
Ayuntamiento de Miyama.